# Pale-Prača
Pale-Prača (serbisch-kyrillisch Пале-Прача) ist mit nur etwa 1.000 Einwohnern die kleinste der drei Verbandsgemeinden des Kantons Bosnisches Podrinje in Bosnien und Herzegowina. Die Gemeinde liegt an der Prača und ihren Zuflüssen und gehört zur Föderation, einer von zwei Entitäten des südosteuropäischen Staates.

## Geographie

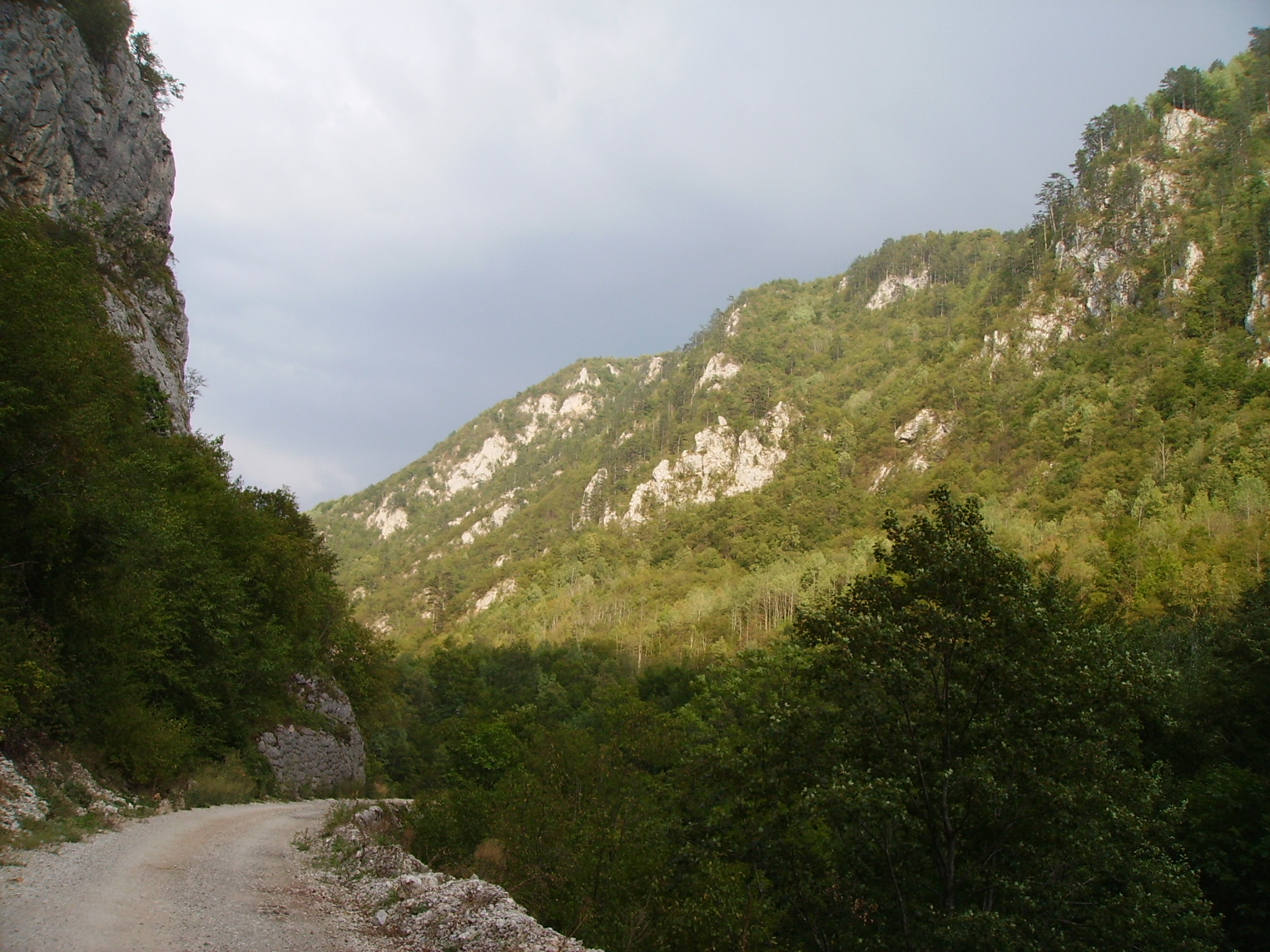
Im Tal der Prača

Die Gemeinde befindet sich im bergigen Osten des Landes, die Berge erreichen in der Jahorina Höhen von mehr als 1900 m. Die Prača durchfließt hier eine tiefe Schlucht, die zu den größten des Landes gehört. Der Gemeindesitz Prača liegt am gleichnamigen Fluss etwa 25 km östlich von Pale.

### Gemeindegliederung
Die Gemeinde besteht aus den Siedlungen Brdarići, Brojnići, Čeljadinići, Čemernica, Datelji, Kamenica, Komrani, Prača, Renovica, Šainovići, Srednje und Turkovići.

## Geschichte
Die Gemeinde Pale-Prača besteht aus dem nach dem Dayton-Vertrag durch die innerbosnische Grenze abgetrennten südöstlichen Teil der ehemaligen Gemeinde Pale, deren größerer Restteil jetzt zur Republika Srpska gehört. Neun von 19 Orten mit bosniakischer Bevölkerungsmehrheit wurden dadurch aus der Gemeinde Pale ausgegliedert. 

## Bevölkerung
Im Jahr 1991 lebten auf dem Territorium der heutigen Gemeinde 2035 Einwohner, davon bezeichneten sich 1346 als Bosniaken (66 %) und 674 als Serben (33 %). Prača selbst war der einzige Ort der Gemeinde Pale, in dem das Zahlenverhältnis zwischen Serben und Bosniaken annähernd ausgeglichen war, wobei eine knappe serbische Mehrheit bestand. Von den restlichen 10 Ortsteilen hatten neun eine bosniakische Bevölkerungsmehrheit.
Zur Volkszählung 2013 hatte die Gemeinde nur mehr 1043 Einwohner.

## Wirtschaft und Infrastruktur
Prača befindet sich an der ostbosnischen Magistralstraße 5 (Sarajevo-Višegrad), die in diesem Abschnitt jedoch nur bis Renovica asphaltiert und ausgebaut ist. Die Straße nutzt die Prača-Schlucht als Korridor und wird wenig befahren. In der etwa 8 km von Prača entfernten Siedlung Renovica zweigt eine asphaltierte Passstraße ab, die über Čemernica nach Goražde führt. Die M5 dagegen setzt sich in Richtung Ustiprača als Schotterstraße fort. Der im höheren Teil des Jahorina-Gebirges gelegene westliche Teil des Gemeindegebiets ist unerschlossen; die dort befindlichen Siedlungen sind nur über schlechte Wege zu erreichen.